# Jânio Quadros
Jânio da Silva Quadros (Campo Grande, Mato Grosso do Sul, 25 de gener 1917- São Paulo, 16 de gener 1992) fou un polític brasiler, President de Brasil del 31 de gener al 25 d'agost del 1961.
De ben jove milità en el Partit Demòcrata Cristià de Brasil. Es graduà en dret en la Universitat de São Paulo i fou professor de llengua portuguesa a un col·legi, i finalment de Dret Processal Penal a la Facultat de Dret de la Universitat Mackenzie, a São Paulo. En la seva carrera política fou diputat estatal el 1951-1953, alcalde de la ciutat de São Paulo el 1953-1954 i governador de l'Estat de São Paulo del 1955 al 1959.
El 1961 fou escollit per a succeir Juscelino Kubitschek en la presidència del Brasil, però començà a tenir actituds estranyes: es comunicava amb els ministres mitjançant esqueles; prohibí l'ús de bikinis als concursos de bellesa; prohibí les baralles de galls; intentà posar reglaments als jocs de cartes; va rebre i condecorar Ernesto Che Guevara amb l'Orde de la Creu del Sud (Cruzeiro do Sul), la més alta distinció honorífica del govern brasiler. Alhora, va reprimir força els moviments populars camperols i urbans, i va dur a terme una política econòmica d'austeritat restringint els crèdits i sense reajustar els sous que el va enemistar amb gairebé tothom. A mitjans d'agost del 1961 fou acusat d'intentar donar un cop d'estat i obligat a dimitir, essent substituït per João Goulart. Durant el cop d'estat del 1964 li foren suspesos els drets polítics com João Goulart i Juscelino Kubitschek, i no els recobraria fins al 1980. Del 1985 al 1988 fou novament alcalde de la ciutat de São Paulo, i en acabar el mandat es retirà de la política.